# Feuilla
Feuilla is een gemeente in het Franse departement Aude (regio Occitanie) en telt 100 inwoners (2009). De plaats maakt deel uit van het arrondissement Narbonne.

## Geografie
De oppervlakte van Feuilla bedraagt 22,7 km², de bevolkingsdichtheid is dus 4,4 inwoners per km².

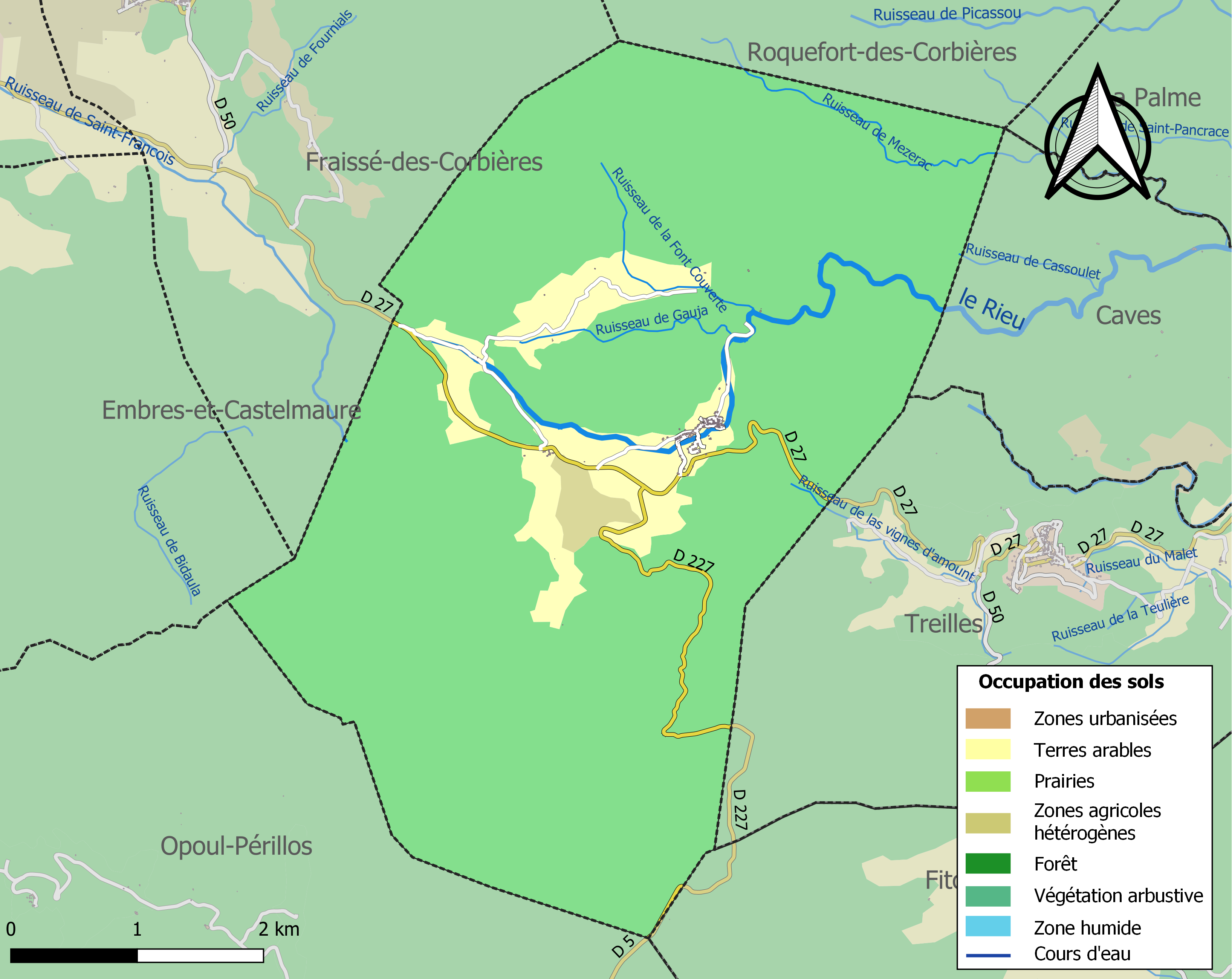
Kaart van de gemeente met de belangrijkste infrastructuur, bodemgebruik en omliggende gemeenten

## Demografie
Onderstaande figuur toont het verloop van het inwonertal (bron: INSEE-tellingen).

Vanwege een beveiligingsprobleem met de MediaWiki Graph-software is het momenteel niet mogelijk deze grafiek weer te geven. Zodra de software is bijgewerkt zal de grafiek vanzelf weer zichtbaar worden.